# Kelvin Martin
Kelvin Martin (nacido el 10 de septiembre de 1989 en Adel (Georgia)) es un jugador de baloncesto estadounidense, que ocupa la posición de alero. Actualmente juega con los Iwate Big Bulls de la B.League japonesa.

## Trayectoria deportiva
Martin jugó cuatro temporadas con los Charleston Southern Buccaneers. Tras no ser drafteado en 2012, su primera experiencia profesional fue en 2012 en Europa, cuando aterrizó para disputar dos temporadas en Holanda, en las filas del Matrixx Magixx Wijchen. Más tarde, se marcharía a Alemania para jugar dos temporadas, la primera con MLP Academics Heidelberg en la temporada 2014-2015 y MHP RIESEN Ludwigsburg en la temporada 2016-2017. Entre ellas, disputaría una temporada en Liga DUE, la segunda división italiana en las filas del Fortitudo Moncada Agrigento.
En agosto de 2017, vuelve a Italia para defender los colores del  Vanoli Cremona, en Lega Basket A.